# خانه صدیقی
خانه صدیقی  مربوط به اواخر دوره قاجار - اوایل دوره پهلوی است و در نیشابور، خیابان فردوسی شمالی، کوچه قاضی، فردوسی ۷ واقع شده و این اثر در تاریخ ۷ مهر ۱۳۸۱ با شمارهٔ ثبت ۶۳۷۶ به‌عنوان یکی از آثار ملی ایران به ثبت رسیده است.